# Словеначка потица
Словеначка потица је једно од изворних словеначких јела. Састоји се од теста и надева, који може да буде од ораха или мака. Потица се сматра амбасадором Словеније и увијек је присутна на словеначким церемонијама у иностранству. Потица је и саставни део менија у Словенији за време Васкрса.

## Етимологија
Назив потица за посебан десерт је изразито словеначки и има свој етимолошки развој од ранијих словеначких облика као што су повитица, повтица, потвица. Ово се везује и за развој начина производње потица од сриједњег вијека до почетка 20. вијека, када се развој стабилизује, а од 18. вијека успоставља једнообразна ознака потица. Термин словеначка потица почиње да се користи у другој половини 19. вијека.